# Latgawa
Latgawa.- Pleme Indijanaca porodice Takilman nastanjeno na Upper Rogue i istočno od Table Rocka i Bear Creeka blizu sadašnjeg Jacksonvillea, Oregon. Sapir 1915. navodi jedno njihovo naselje, Latgauk. 
Ime Latgawa označava "those living in the uplands", za razliku od pravih Takelma koji su nazivani po lokaciji Lowland Takelma. Susjedni Klamath Indijanci nazivali su ih Walumskni.
U prošlosti su Latgawe često ratovali protiv Takelma zbog robova s kojima su trgovali s Indijancima Klamath. Od Takelma su se razlikovali i po kulturi, a i dijalekti su im razliliti.
Brojno stanje Takilman iznosili je oko 500 (1780) a 1910. popisan je samo jedan. Godine 1937. ustanovljen je broj od 104 (68 i 46 za dva plemena).
Prema samim Latgawama, u vrijeme Rogue River ratova mnogi su se iz njihovog plemena uspjeli spasiti i preživjeti tek uz pomoć jačih plemena Klamath, Blackfoot i Nez Percé, Suquamish i drugih. Lutali su područjima sve do u Kanadu i vratili se na domorodačko područje južnog Oregona i sjeverne Kalifornije. Pleme nije nikada bilo zarobljeno niti uništeno pa je tako uspjelo sačuvati punu jurisdikciju nad svojim članovima. Danas imaju vlastito plemensko vijeće, sud i policiju, i smatraju se suverenim Indijanskim narodom, što im je priznato još tijekom ugovorima Rogue Valley Indians Treaties 1853. i 1854.

## Vanjske poveznice
- Latgawa Tribe  Arhivirana inačica izvorne stranice od 25. travnja 2009. (Wayback Machine)
- Latgawa Indian Tribe’s claims not recognized by BIA  Arhivirana inačica izvorne stranice od 19. siječnja 2012. (Wayback Machine)
- Swanton